# Будинок Хреннікова
Будинок Хріннікова (Готель «Україна») — пам'ятка історії та архітектури місцевого значення у Дніпрі, зведена у 1913 році на замовлення катеринославського мільйонера і популяризатора української культури Володимира Хрінникова. Будинок належить до найважливіших зразків українського архітектурного модерну, і є одним з найбільш упізнаваних символів Дніпра.

## Історія
Після навчання у Санкт-Петербурзі та подорожі Європою молодий мільйонер Володимир Хренніков повертається до рідного Катеринослава і стає активним діячем місцевого українського руху. У 1905 він фінансує одне з перших українських видавництв «Вік», у 1906 разом з істориком та етнографом Дмитром Яворницьким видає газету «Запорожжє», згодом — долучається до організації «Просвіти». У 1909 Хренніков задумує будівництво прибуткового будинку в українському національному стилі.

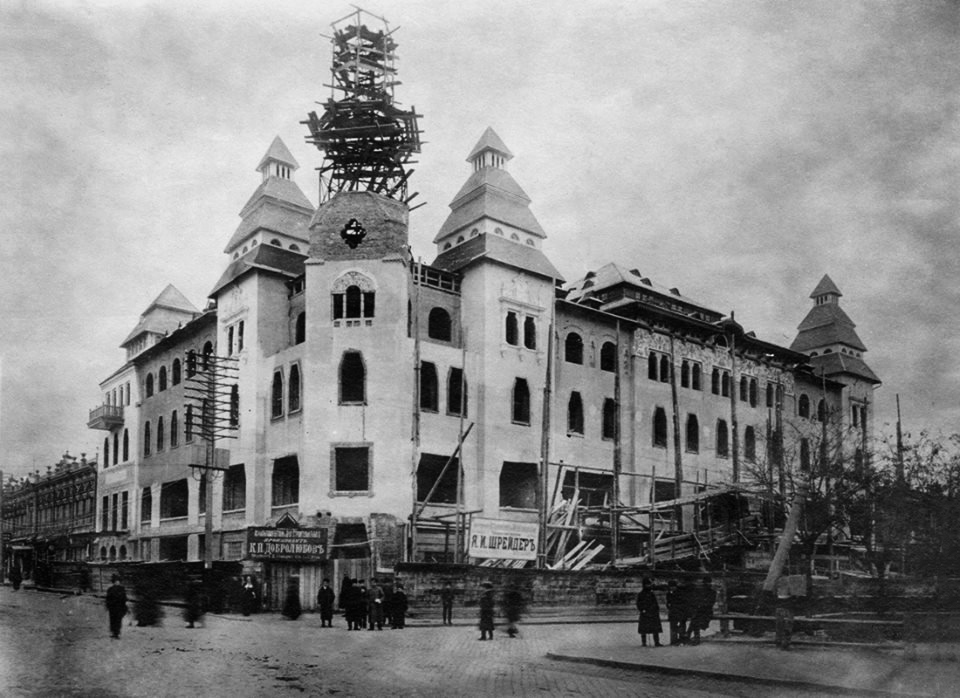
Завершення будівництва, 1913 рік

Після розширення ділянки на розі центрального проспекту та Первозванівської, і владнання конфлікту з міською думою через перекриття тротуарів, у 1911 почалося зведення будинку. Інженер-технолог за освітою Хренніков самостійно розробив креслення, а проєкт фасадів виконали архітектори П. Фетисов та Л. Хойновський. На церемонії початку будівництва у фундамент було закладено срібну дошку з інформацією про власника та авторів проєкту будинку у стилі «Відродження України». Під час повоєнної реконструкції дошку передано до колекції Історичного музею.
Попри архаїчний стиль будівлі, під час будівництва використовувалися найбільш передові технології — зокрема, всі перекриття були виконані з залізобетону, а баштовий кран, змонтований для будівництва, був першим у місті.
Зведення завершилося наприкінці 1913, утім забобонний Хренніков відклав відкриття будинку на січень 1914. Спочатку було відкрито театральну залу, в якій розташувався кінотеатр «Палас», згодом — комерційні приміщення будинку. У 1915 Хренніков безоплатно виділяє дві кімнати під осередок «Просвіти», а в часи Першої світової в будинку працювали склади комітету збору пожертв для армії.

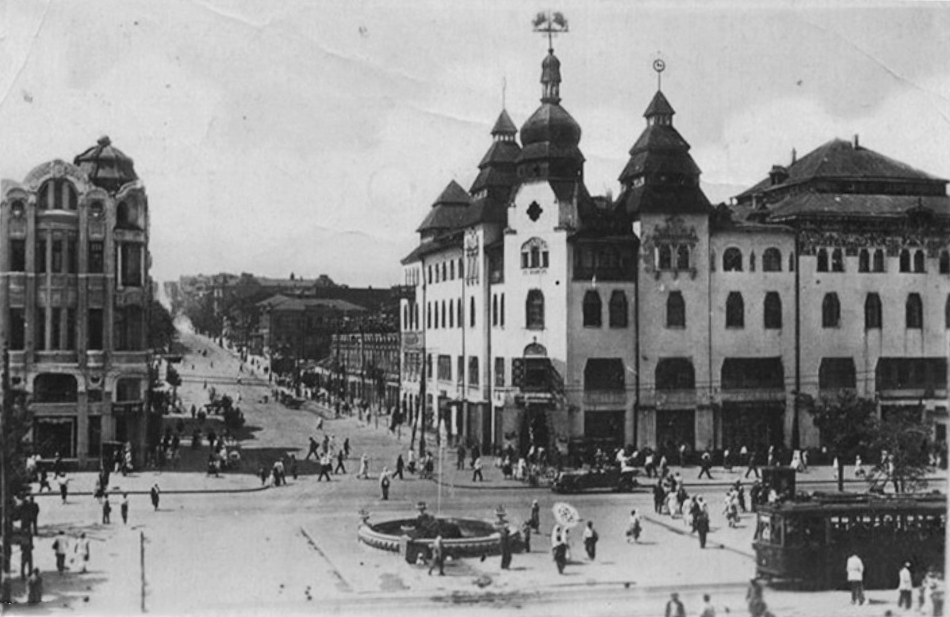
Будинок Хреннікова, оригінальний вид

В роки революції приміщення у будинку орендує Комерційне училище. Після встановлення радянської влади будинок декілька разів змінював призначення. Тут працювали комітети комуністичної партії і комсомолу, статистичне бюро, ощадний банк, клуб лікарів, художній музей, театр юного глядача та інші установи.
Під час німецької окупації в будинку розмістилися кінотеатр для солдат Вермахту «Вікторія» та архів. За достеменно не визначених обставин під час захоплення міста радянськими військами у 1943 будинок Хреннікова був вщент знищений вогнем. З найбільш імовірних версій — підпал архіву, що зберігався у будинку, німцями, та загоряння через артилерійський обстріл радянськими військами.
До початку 50-тих будинок стояв у руїнах. Архітектор В. Зуєв згадував, що кований шпиль однієї з веж «декілька місяців валявся на тротуарі. Потім, після чергового суботника його не стало». Єдина збережена до нашого часу деталь інтер'єру будинку — частина дерев'яних дверей із зображенням козака, що нині зберігається в Історичному музеї.
З перервою майже у десятиліття будинок Хреннікова знову відкрив двері лише у 1953 — на цей раз у якості готелю «Україна», що працює і сьогодні.
У 2011 будинок зазнав ще однієї пожежі — через електричне замикання на горищі згорів дах центральної вежі.

## Архітектура

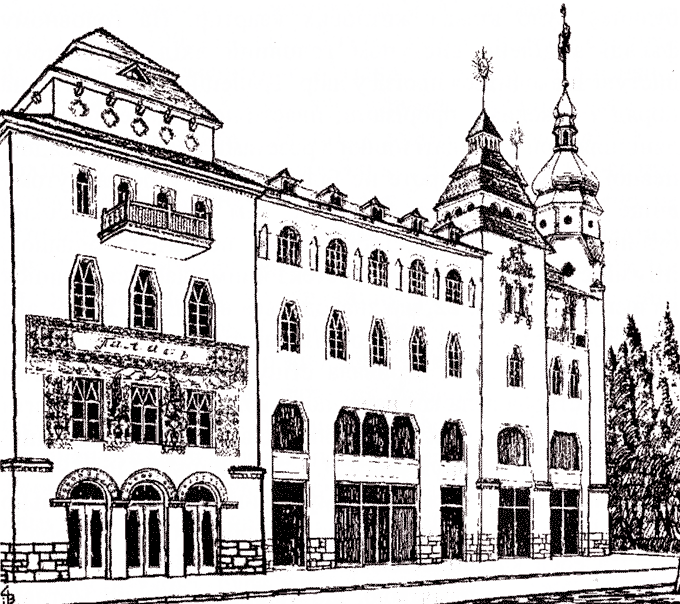
Проєкт фасаду, малюнок П. Фетісова

У формах та оздобленні будинку простежується романтизований образ козацької доби, що, очевидно, пов'язано з впливом на Хреннікова популяризатора українського архітектурного модерну на Придніпров'ї професора Дмитра Яворницького. Зокрема, кутовий фасаду будинку нагадує січову церкву з відомої ілюстрації до книги О. Рігельмана «Літописна оповідь про Малу Росію…». Ймовірно, саме форми козацької храмової архітектури були використані авторами проєкту під час роботи над рішенням фасаду.
Багатоярусний дах будинку, оздоблений червоною черепицею, вінчали 5 веж. Купол центральної з них виконаний у характерній для українського бароко грушеподібній формі. Цю ж вежу було прикрашено великим (1,8×1,8 метрів) хрестоподібним флюгером з зображенням списового двобою козака зі шляхтичем. Флюгери на малих вежах були виконані у формі сонця з уписаними силуетами коня, сокола, орла, сагайдака — козацькими геральдичними символами.
Горішні вікна малих веж прикрашені картушами з гербом Війська Запорізького — зображенням козака у високій шапці, з шаблею на поясі та мушкетом на плечі.

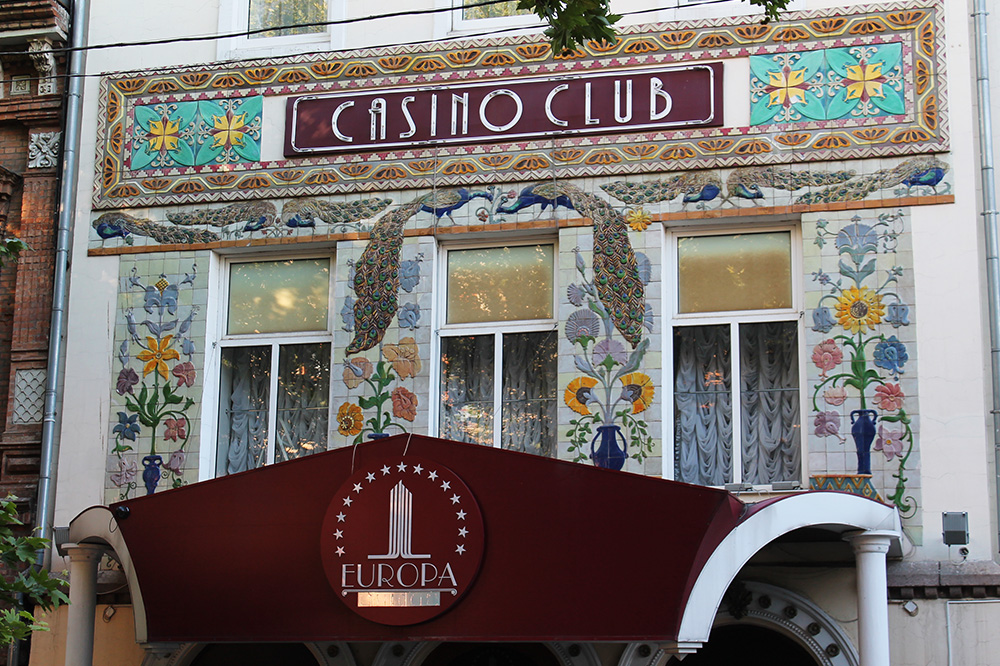
Майоліка над входом з вул. Короленка

Інші елементи декоративного оздоблення — «козацькі» трапецієподібні вікна, яскраві панно з майоліки (зокрема, павичі на фасаді по вулиці Короленка), карніз на різьблених дерев'яних кронштейнах. У внутрішньому оздобленні будинку також широко використовувалося різьблене дерево.
Під час післявоєнної реконструкції (1952-1953, архітектор В. Зуєв) будинок втрачає характерні вежі. Замість п'яти залишається лише одна — центральна, утім і її відновлено не у первісному вигляді. Натомість з'являються три барокові фронтони, а під центральною вежею — годинник.
Все ж, варто відзначити, що будинку Хреннікова «пощастило» у порівнянні з іншими відновлюваними після війни будинками у Дніпропетровську. В. Зуєв згадував, що «незважаючи на поширену практику тих років повсюдного „перевдягання“ всіх стилів в класицизм, було вирішено зберегти цей яскравий зразок українського модерну». Проте під впливом партійного апарату офіційне мистецтвознавство оцінювало будинок негативно як зразок «буржуазного націоналізму». Зокрема, радянський мистецтвознавець О. Швидківський піддав реконструйовану будівлю нищівній критиці, відзначаючи, що «авторам проєкту не вдалося подолати несмак старої будівлі».
У червні 2019 почалася перебудова вулиці Первозванівської у пішохідний бульвар. З презентації проєкту реконструкції у засобах масової інформації стало відомо також і про можливе відновлення історичного вигляду будинку Хреннікова.

## Інтер'єр
Після багаторазових перепланувань у 20-30 роки та нищівної пожежі 1943 року оригінальні інтер'єри будинку Хреннікова були втрачені. Утім з окремих матеріалів проєкту, що демонструвалися у 1913-1916 на виставці у Харкові, відомо, що театральна зала будинку була двоповерховою, з дерев'яними різьбленими галереями та колонами.

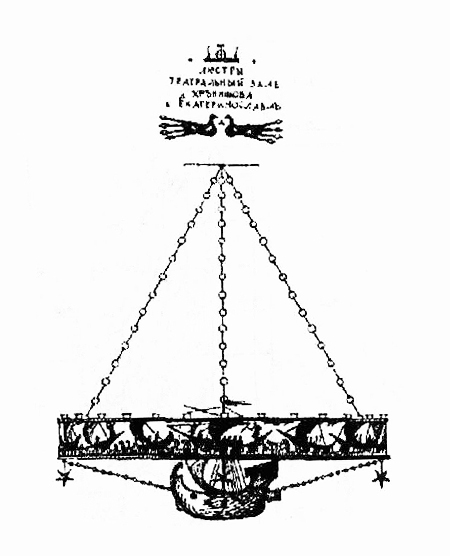
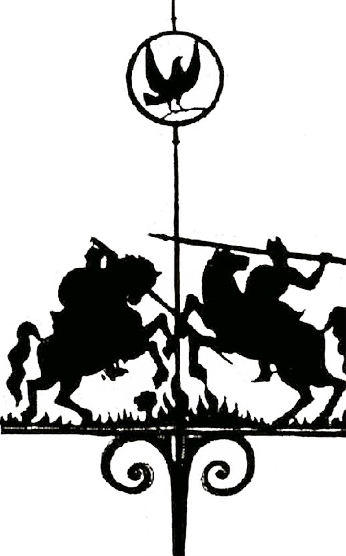
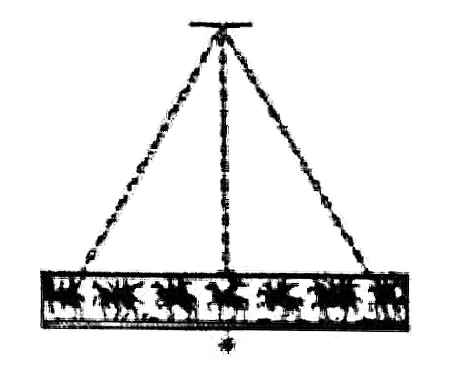

Збереглися також креслення масивних металевих люстр — на більшій з них зображено сцену морського бою козацьких чайок з турецькими галерами, на одній з менших — похід козацької кінноти через степ. Відомо також про використання в інтер'єрі будинку багатоколірних вітражів з геометричними малюнками.
Під час повоєнної реконструкції будинок переплановано на готель. На місці театральної зали облаштовано ресторан, перші поверхи виділені під комерційні приміщення, інші — під номери. Вестибюль, холи та парадні сходи оздоблені у дусі сталінського ампіру з окремими елементами українського бароко. Переглянути фото нинішніх інтер'єрів будинку можна на офіційному сайті готелю «Україна».

## Галерея

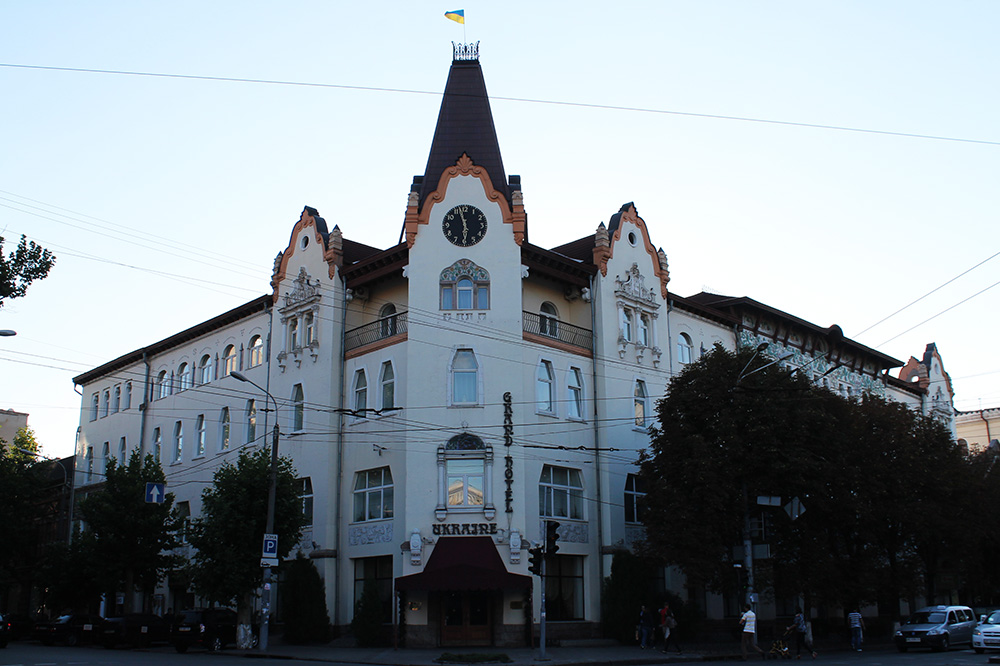
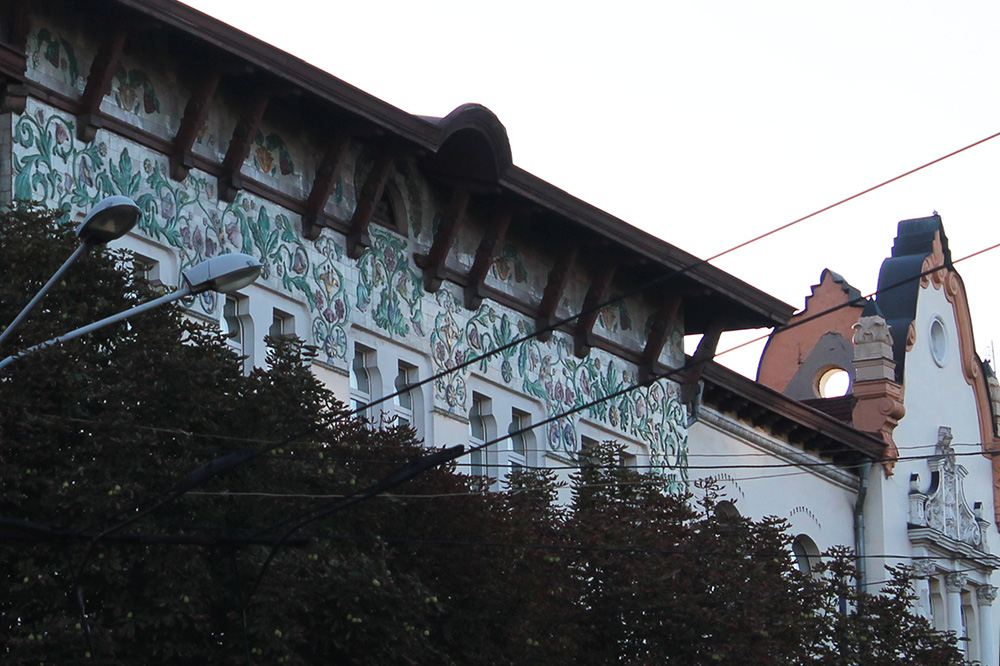
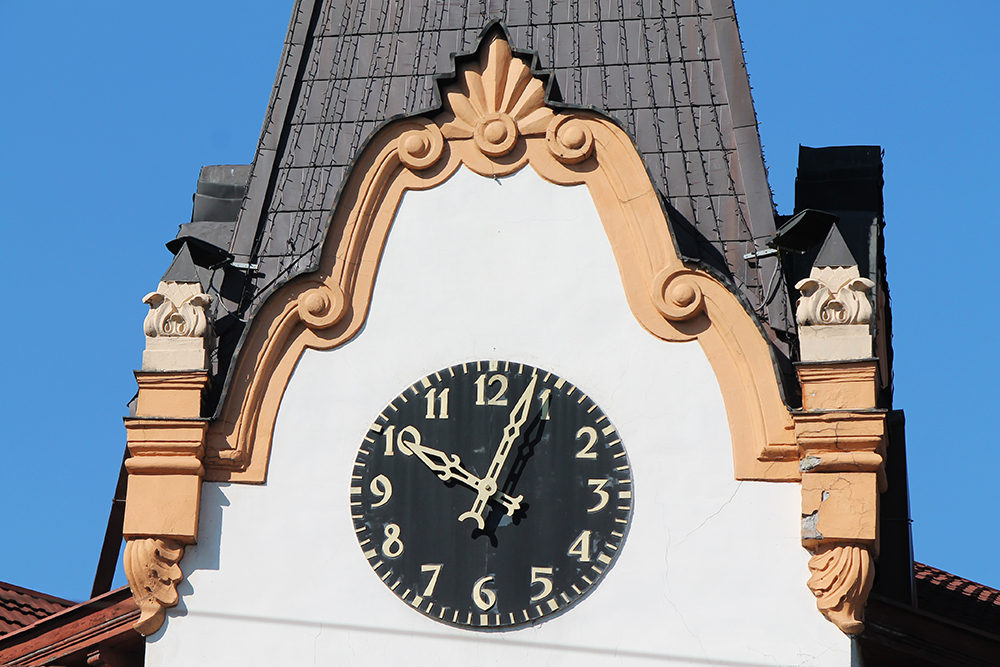
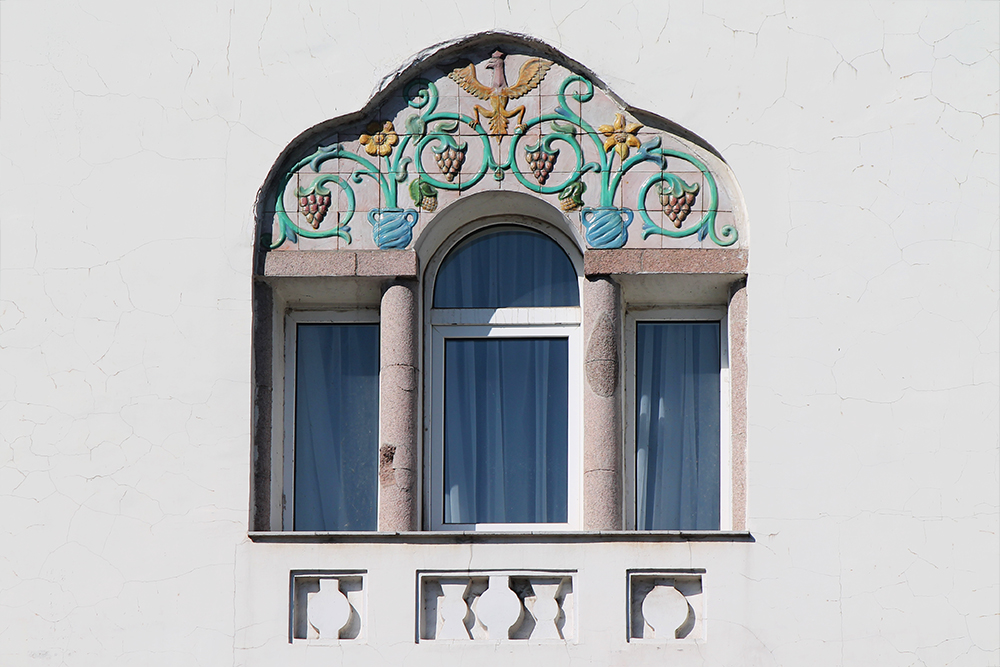
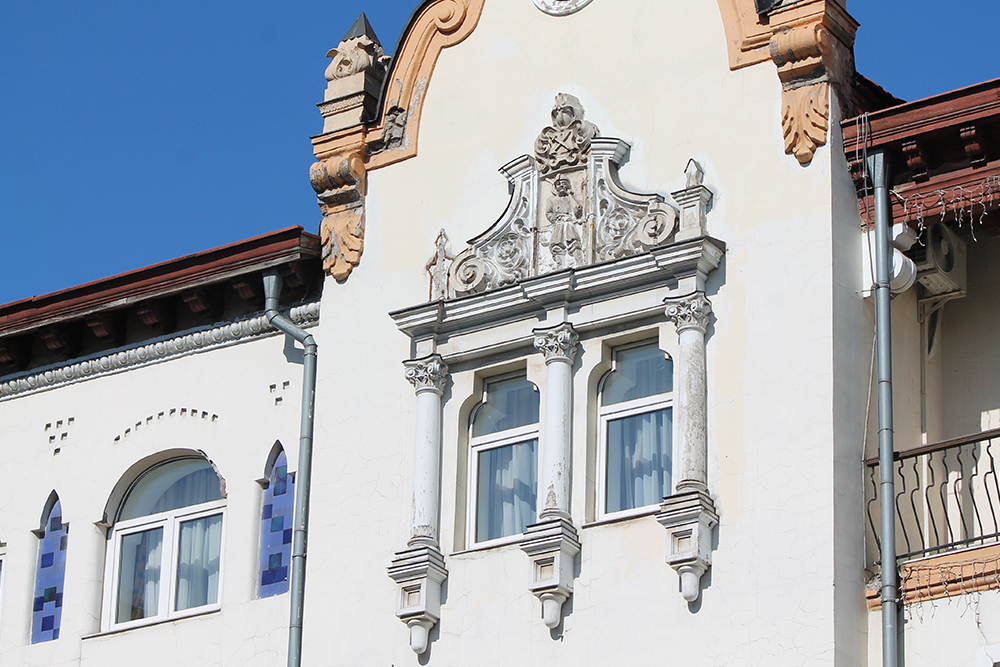
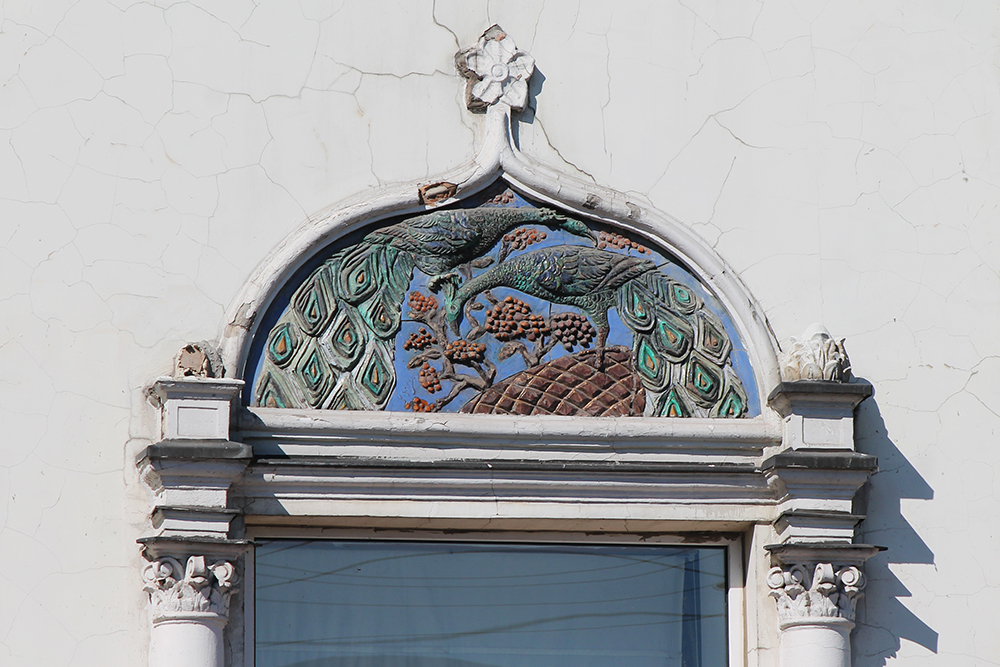
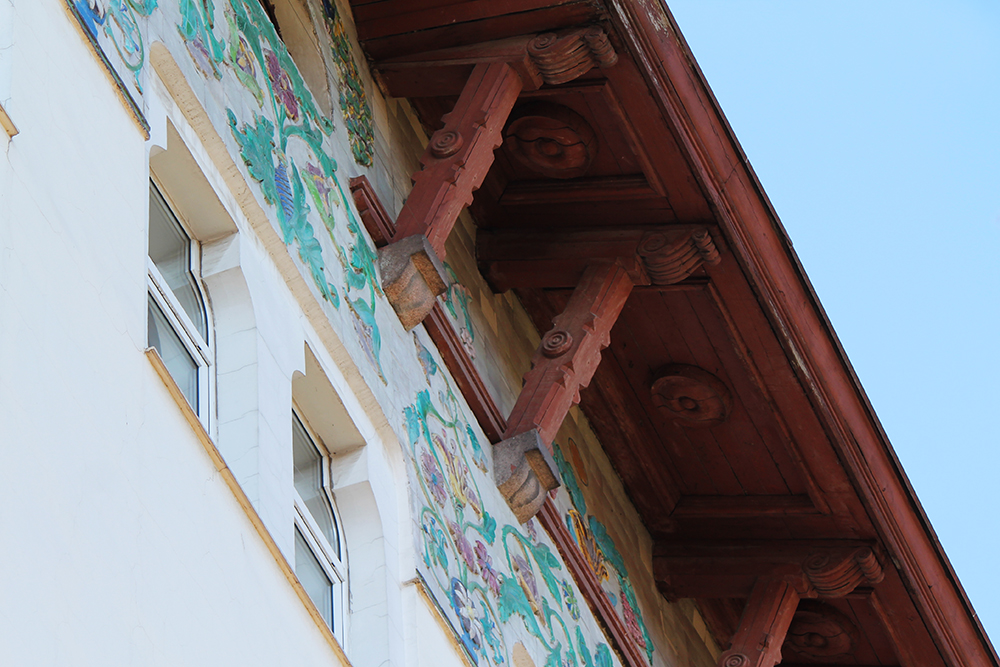